# Neuendorf b. Elmshorn
Neuendorf b. Elmshorn (niederdeutsch: Neendörp bi Elmshoorn) ist eine Gemeinde im südlichen Kreis Steinburg in Schleswig-Holstein. Bauernweg, Datendorf, Dorfreihe, Fleien, Kirchdorf, Kronsnest, Kuhle, Lühnhüserdeich und Moorhusen liegen im Gemeindegebiet.

## Geographie
Neuendorf ist überwiegend landwirtschaftlich geprägt und bedingt durch seine Lage inmitten weiter Felder und Wiesen in der Kremper Marsch entlang der Krückau und der Elbe ein Anziehungspunkt für Tagesausflügler. Das Gemeindegebiet außerhalb des Binnendeiches bis zur Elbe und Krückau ist Teil des europäischen NATURA 2000-Schutzgebietes FFH-Gebiet Schleswig-Holsteinisches Elbästuar und angrenzende Flächen. Ein Teil des am 9. Mai 1997 gegründetem Naturschutzgebietes Elbinsel Pagensand liegt im Gemeindegebiet. Fast das gesamte Gemeindegebiet liegt im am 10. Juli 1980 gegründetem Landschaftsschutzgebiet Kollmarer Marsch.

### Nachbargemeinden
Direkt angrenzende Gemeindegebiete von Neuendorf b. Elmshorn sind:
| Kollmar                       | Herzhorn                                    | Altenmoor                      |
| Drochtersen (Landkreis Stade) | Kompassrose, die auf Nachbargemeinden zeigt | Raa-Besenbek (Kreis Pinneberg) |
|                               | Seestermühe (Kreis Pinneberg)               | Seester (Kreis Pinneberg)      |

## Politik

### Gemeindevertretung
Bei der Kommunalwahl am 14. Mai 2023 wurden insgesamt elf Sitze vergeben. Diese fielen erneut alle an die Kommunale Wählervereinigung in Neuendorf bE. Die Wahlbeteiligung betrug 61,9 %.

## Sehenswürdigkeiten
Im Zentrum des Ortes steht die Trinitatiskirche mit Ursprüngen aus dem 16. und 17. Jahrhundert. Das hohe Kirchendach mit dem Dachreiter ist weithin in der Marsch sichtbar.
Zwischen Neuendorf und Seester verkehrt die historische Fähre Kronsnest, die wohl kleinste Fähre Deutschlands. Sie ist die einzige handbetriebene Fähre in Schleswig-Holstein und befördert Personen und Fahrräder über die Krückau. Die Fähre ist seit Mai 1993 wieder in Betrieb und das Übersetzen geschieht mit dem nach historischem Vorbild aus Eichenholz gebauten Fährkahn. Je nach Wasserstand des den Gezeiten ausgesetzten Nebenflusses der Unterelbe ist dabei eine Strecke von 16 bis 40 Meter zu bewältigen.

## Söhne und Töchter der Gemeinde
- Nicholas Magens (1704–1764), Kaufmann in Cadiz und London
- Johannes Peters (1841–1909), Reichstags- und Landtagsabgeordneter, Präsident Oberverwaltungsgericht Berlin, Mitglied des Preußischen Herrenhauses
- August Pfannkuche (1870–1929), lutherischer Pfarrer und Theologe in Osnabrück
- Ernst Engelbrecht-Greve (1916–1990), Politiker (CDU), MdB, MdL (Schleswig-Holstein), Landwirtschaftsminister und stellv. Ministerpräsident in Schleswig-Holstein
- Nis R. Nissen (1925–2000), Historiker und Museumsdirektor, Ehrenprofessor des Landes Schleswig-Holstein
- Louise Wagner (1875–1950), Malerin

## Galerie

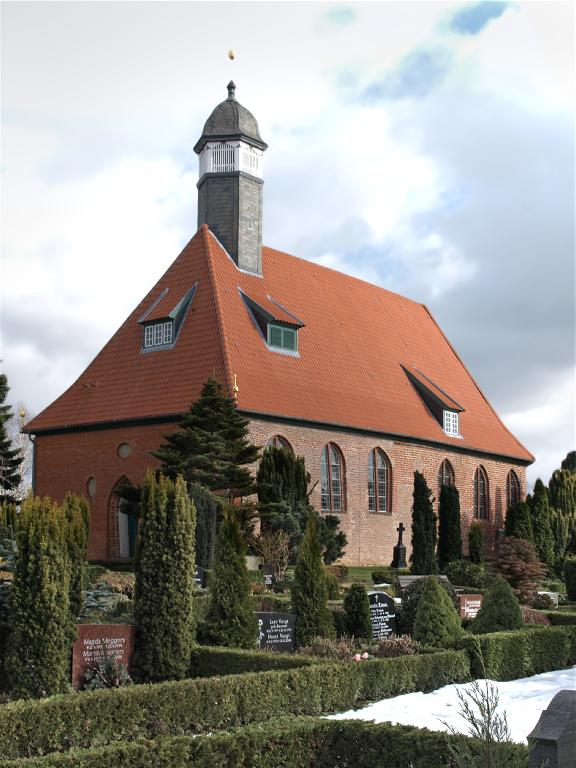
Trinitatiskirche
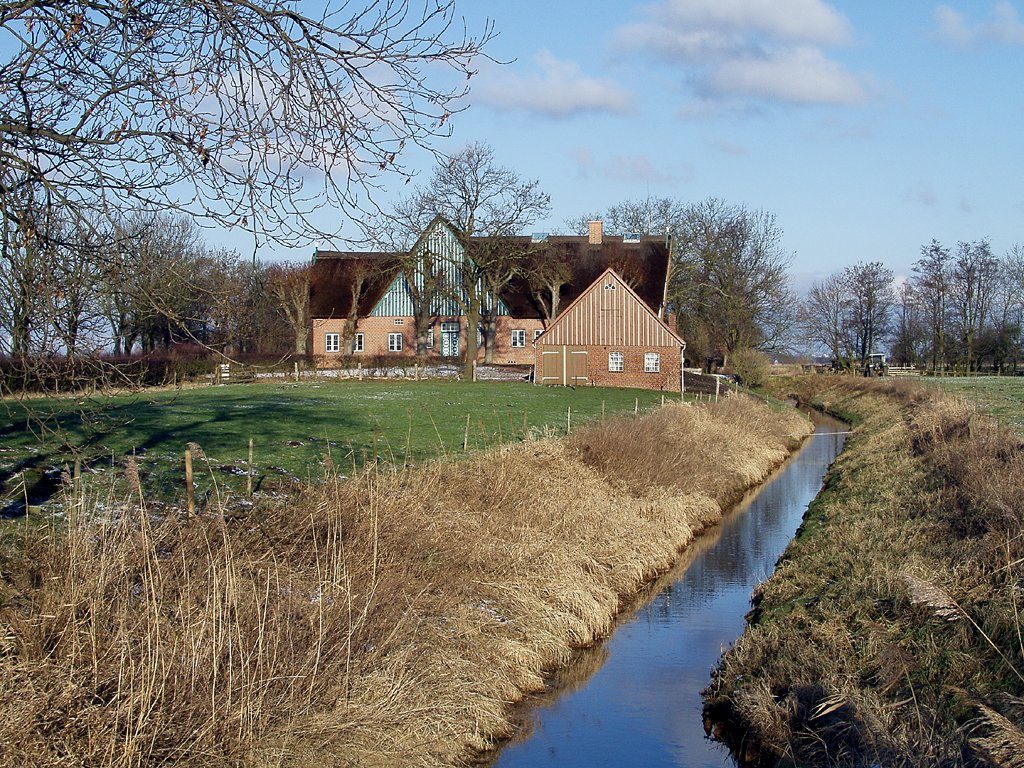
Typisches Bauernhaus der Seestermüher Marsch in Neuendeich
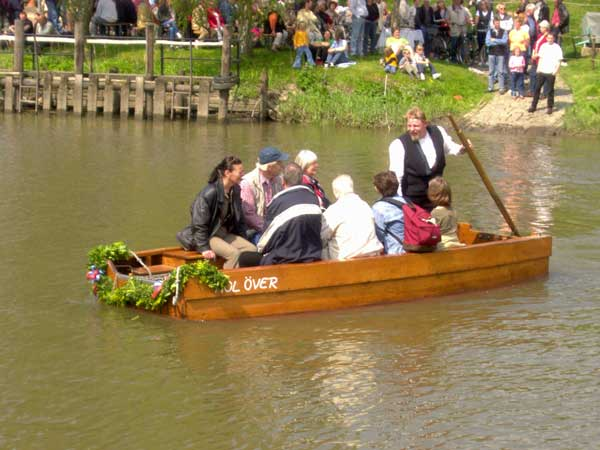
Fähre Kronsnest